# Ekspander (przyrząd do ćwiczeń)

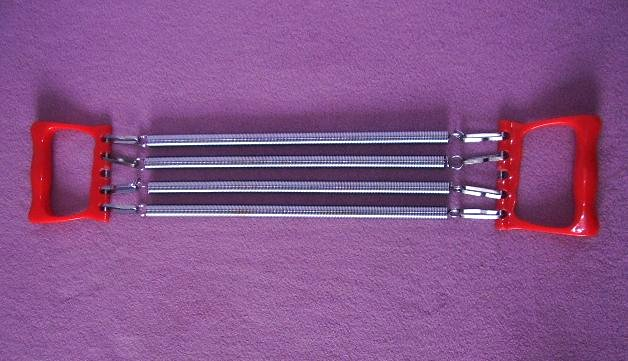
Ekspander metalowy

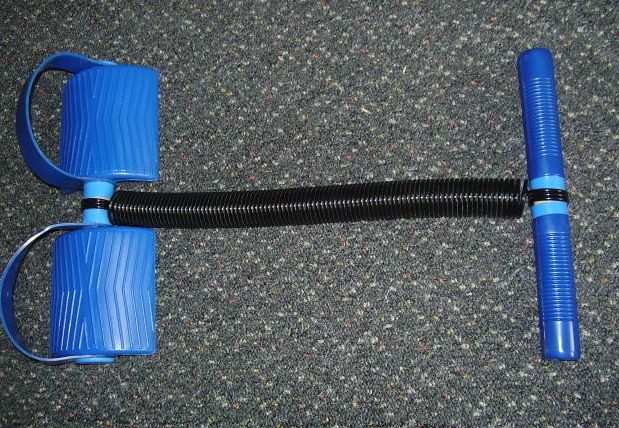
Ekspander na nogi

Ekspander – przyrząd gimnastyczny do rozciągania. Zbudowany jest z dwóch uchwytów, które połączone są sprężynami lub gumowymi taśmami. Można też spotkać specjalny rodzaj ekspandera z uchwytami na nogi. Przy zastosowaniu standardowych ćwiczeń rozwija mięśnie barków, pleców i klatki piersiowej. Jednakże ekspander może służyć również jako urządzenie na inne partie mięśni ciała np. biceps czy triceps.